# Johan de Witt
Johan de Witt, född 24 september 1625 i Dordrecht, död 20 augusti 1672 i Haag, var en  nederländsk statsman. de Witt tillhörde en gammal patricisk släkt och fick en mycket gedigen uppfostran. Hans far, Jacob de Witt var borgmästare i Dordrecht och medlem av Republiken Förenade Nederländernas generalstater. Från sin far ärvde de Witt motståndet mot Huset Oranien och dess ståthållarskap, och efter fadern blev han huvudman för det aristokratisk republikanska storborgarpartiet i Nederländerna. Under den Nederländska stormaktstiden ("första ståthållarlösa eran") regerade De Witt tillsammans med sin farbror Cornelis de Graeff den nederländska republiken.

## Biografi
Efter att sedan 1650 ha utfört ett gott arbete som sekreterare i sin födelsestad utsågs Johan de Witt 1653 till Hollands rådspensionär och statssekreterare. Detta hände på grund av ett uttryckligt samtycke från Amsterdams borgmästare Cornelis de Graeff. Därigenom fick han i praktiken ledningen över hela republiken i sin hand. Hans politiska strävan var att undantränga det oraniska partiet. 
De Witt hade även som mål att genom sparsamhet och omvårdnad av industri och handel förbättra landets ekonomi. Bevakningen av republikens handelsintressen ledde, mot hans vilja, till krig. Redan när han tillträdde som ledare befann sig Holland i krig med England. Fred slöts 1654 (freden i Westminster). De Witt och De Graeff var nöjda med fredsvillkoren där det bland annat fanns skrivet en del som uteslöt det oraniska huset från alla statsämbeten i provinsen Holland. 
Den svenska kungen Karl X Gustavs framgångar mot Polen och Danmark åren 1655–60 ledde till fientligheter mellan republiken och Sverige. För att slå vakt om holländarnas handelsvälde i Östersjöområdet motarbetade de Witt energiskt Karl X Gustavs försök att även ta makten över dessa båda länder. 
Ett nytt krig med England (1665-67) slutade bättre för landet. Efter ett svårt nederlag vid Lowestoft förde Johan de Witt själv den nederländska flottan ut till havs under mycket svåra vindförhållanden och ledde den ryktbara expeditionen in i Themsen. Därefter ändrade han plötsligt sitt och landets politiska system. Genom Trippelalliansen gick han i förbund med England och Sverige mot sin tidigare bundsförvant, den franske kungen Ludvig XIV. Detta berodde på att han ansåg att Frankrike genom sitt angrepp på Spanska Nederländerna hotade republikens frihet och Europas jämvikt. Frankrike tvingades genom trippelalliansen till fred.  

### Eviga ediktet
Ett av de Witts politiska mål var att avskaffa ståthållarämbetet för att förhindra att Huset Oraniens inflytande återupprättades. Tillsammans med Andries de Graeff, Gaspar Fagel och Gillis Valckenier lyckades de Witt med att få provinsen Hollands ständer att anta det så kallade eviga ediktet. Ediktet innebar att generalkaptenen eller generalamiralen av Nederländerna inte kunde vara ståthållare i någon provins. Dessutom avskaffade provinsen Holland själva ämbetet ståthållare. Andra provinser följde snart efter och därmed förklarades ståthållarämbetet för alltid avskaffat.

### Rampjaar 1672
1670 hade samtliga provinser avskaffat provinsståthållarämbetet. de Witt kände sig nu ohotad i sin maktställning. Men i själva verket försvagades hans ställning. Dels var det kalvinistiska prästerskapet hans motståndare och dels blev den unge prins Vilhelm III af Oranien allt mer populär. När så Frankrike och Ludvig XIV år 1672 anföll republiken, som inte alls var förberedd på krig, valdes prins Vilhelm till generalkapten och ståthållare. Det var inte de Witt som hade underskattat hotet från Frankrike, men han hade inte fått gehör för kravet på omfattande upprustning. När kriget utbröt var det dock han som fick skulden och han lämnade sitt ämbete 1 juli 1672. 
Hans bror Cornelis de Witt som bland annat var ledamot av Hollands och Väst-Frieslands ständerförsamling hade troget stött de Witts politik. Brodern blev falskt anklagad för mordförsök mot prinsen av Oranien och dömd till evig landsflykt. Under ett besök som de Witt gjorde hos sin bror i fängelset i Haag, uppstod ett upplopp i staden som riktade sig mot bröderna. Båda bröderna dödades i upproret, den 20 augusti 1672.